# Dorfkirche Zollchow (Milower Land)

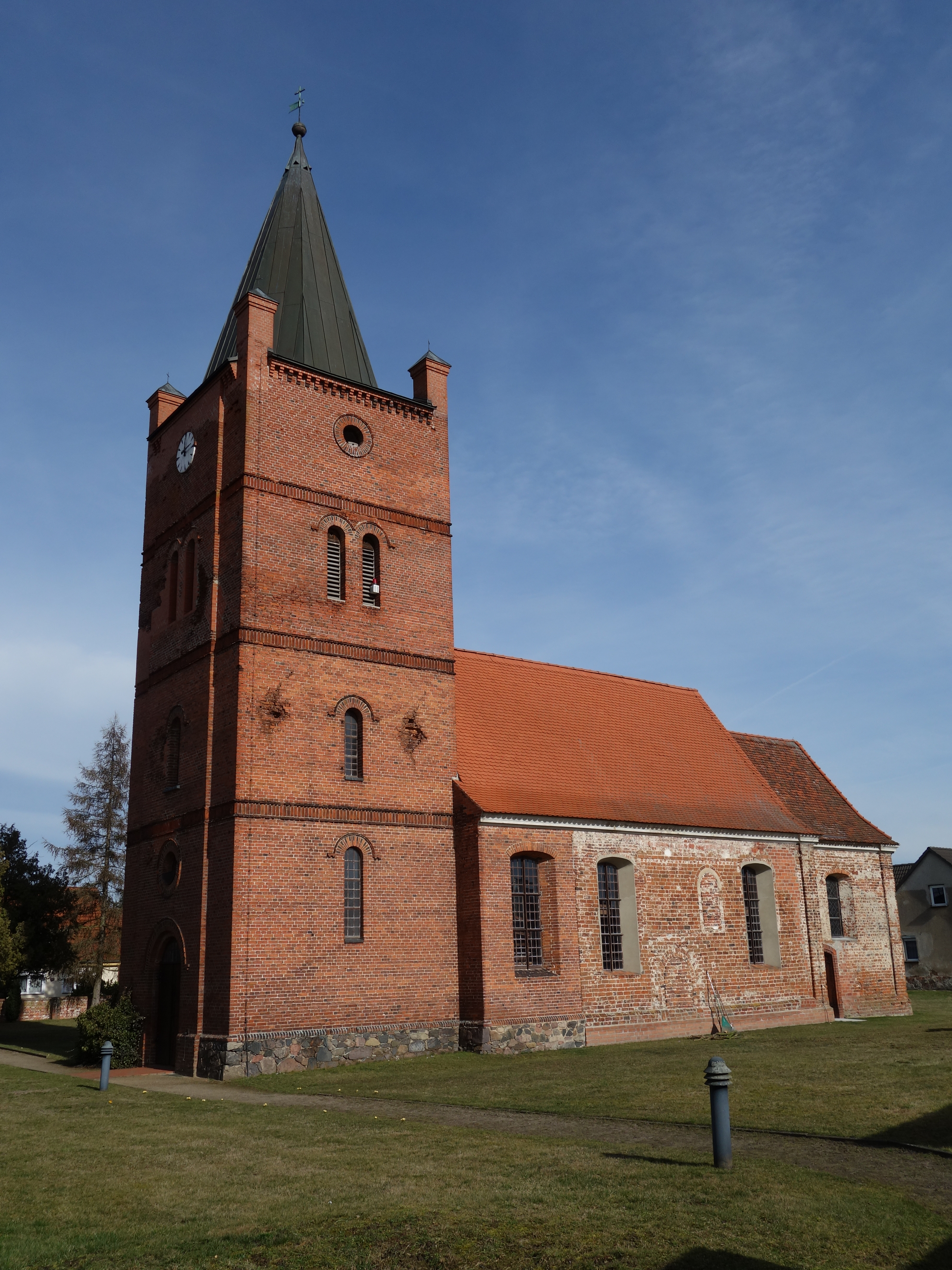
Dorfkirche Zollchow

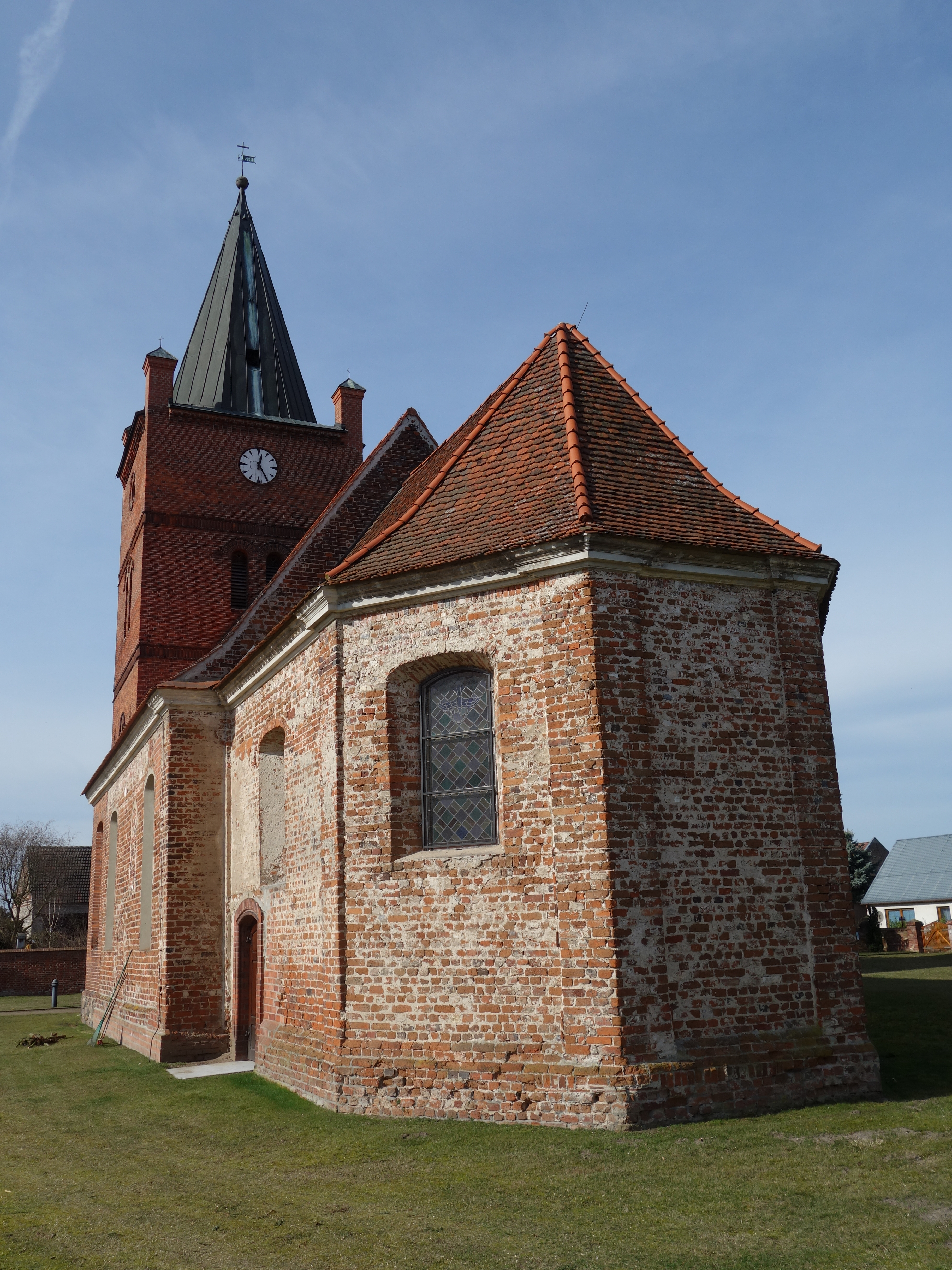
Ostansicht

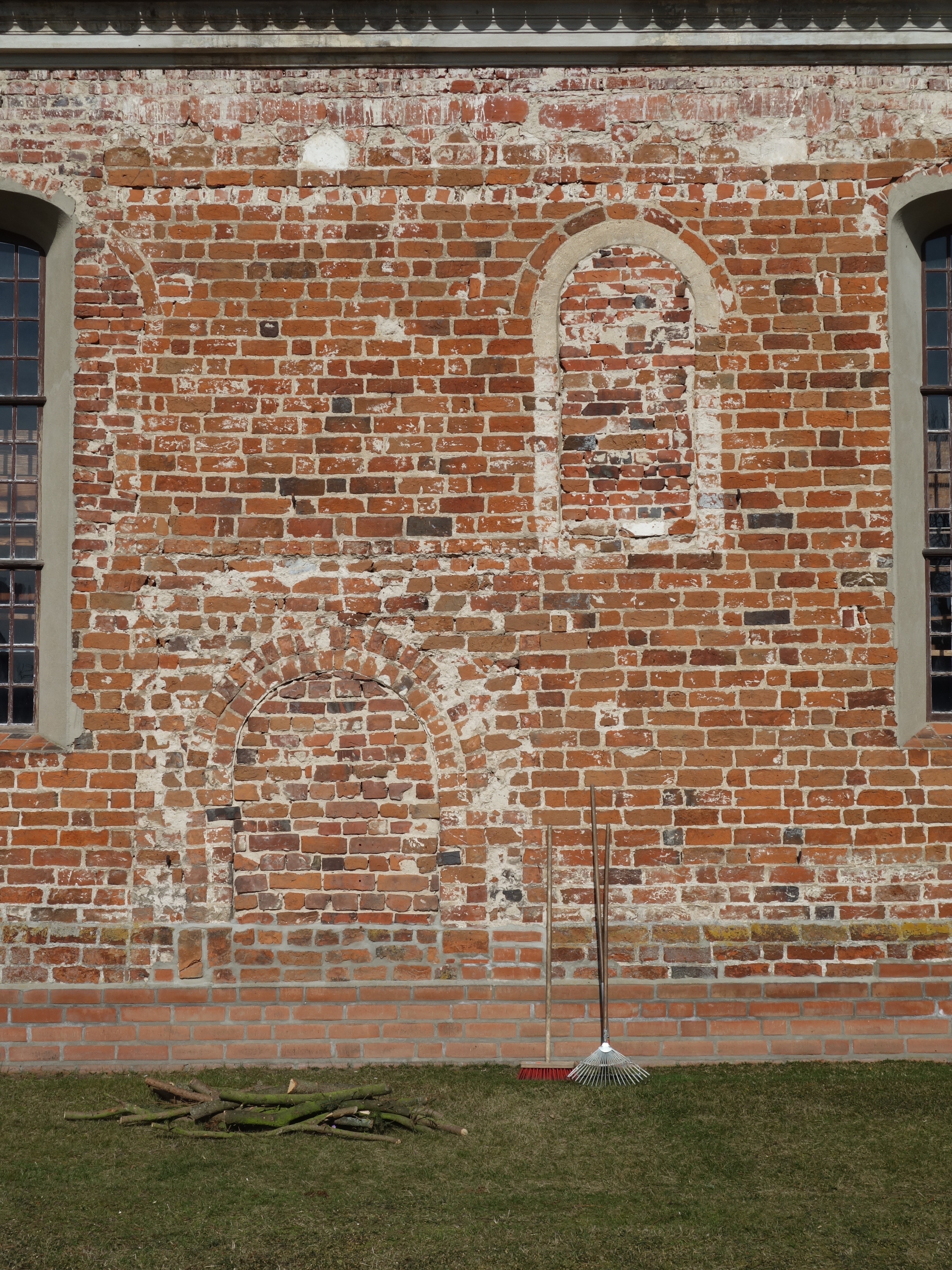
Vermauertes Fenster und Portal an der Südseite

Die evangelische Dorfkirche Zollchow ist eine spätromanische Backsteinkirche im Ortsteil Zollchow der Gemeinde Milower Land im Landkreis Havelland in Brandenburg. Sie gehört zur Kirchengemeinde Milow im Kirchenkreis Nauen-Rathenow der Evangelischen Kirche Berlin-Brandenburg-schlesische Oberlausitz.

## Geschichte und Architektur
Die Dorfkirche Zollchow ist im Kern ein spätromanischer Backsteinsaal mit eingezogenem Chor  aus der ersten Hälfte des 13. Jahrhunderts. Sie wurde im 18. Jahrhundert erneuert, wobei ein polygonaler Chorschluss angefügt, die Bauteile auf gleiche Höhe gebracht und verputzt und flachbogige Fenster eingefügt wurden. Der Westteil des Schiffs und der quadratische Westturm mit Dachzinnen wurden nach Brand 1847–49 angefügt vom Königlichen Wegebaumeister Detto aus Genthin. Unklar ist der ursprüngliche Chorschluss ebenso wie die ursprüngliche Gestalt des Westteils des Schiffes; es ist aber wahrscheinlich, dass der Ostschluss aus Abbruchmaterial errichtet wurde und in der Form und Größe ungefähr derjenigen des mittelalterlichen Ostschlusses entspricht.
Auf der Südseite sind vermauerte Reste des rundbogigen Portals und Fenster erhalten. Auf der Chornordseite ist eine ebenfalls spätromanische Pforte zur Sakristei vorhanden, die eine Eichenholztür mit Eisenbandbeschlägen besitzt. Das Innere wird durch einen runden Triumphbogen mit Unterzug und Kämpfern geprägt. Im Chor sind gestufte rundbogige Wandnischen angeordnet. Eine flache Holzdecke, die im Chor verputzt wurde, schließt das Innere ab. An der Süd- und Westseite ist je eine Empore angeordnet.

## Ausstattung
Hauptstück der Ausstattung ist ein Altaraufbau mit Säulen und Rocaillewangen aus der zweiten Hälfte des 18. Jahrhunderts, die Gemälde mit Christus am Ölberg und dem Abendmahl sind Kopien nach Jan Gossaert beziehungsweise Leonardo da Vinci. Die hölzerne Kanzel stammt aus dem 18. Jahrhundert und zeigt Laubwerkschnitzerei am polygonalen Korb und an den Treppenfeldern; an der Rückwand ist ein kleines Holzrelief der Dreieinigkeit aus der Mitte des 17. Jahrhunderts angebracht. Eine spätgotische Sandsteintaufe ist achteckig mit Rankenfries an der Kuppa. Drei kleine Holzplastiken gehören weiter zur Ausstattung: im Chor Madonna mit Kind aus dem dritten Viertel des 15. Jahrhunderts und eine sitzende Madonna von einer Anbetung des Kindes aus der zweiten Hälfte des 17. Jahrhunderts sowie eine Pietà aus der ersten Hälfte des 16. Jahrhunderts.
Ein Tafelbild der Kreuzigung aus der ersten Hälfte des 18. Jahrhunderts ist erhalten; das Gemälde zeigt die Madonna mit Kind in einer Kopie nach Bartolomé Esteban Murillo, vermutlich aus der zweiten Hälfte des 17. Jahrhunderts. Zwei mittelalterliche Glocken aus dem frühen 14. Jahrhundert bilden das Geläut.

## Orgel
Der Orgelprospekt mit reicher Rokoko-Verzierung wurde 1764 für die damalige Orgel von Gottlieb Scholtze aus Neuruppin geschaffen. Die heutige Orgel wurde von Friedrich Hermann Lütkemüller um 1850 das vorhandene Gehäuse eingebaut und hat neun Register auf einem Manual und Pedal. Vier Register von Scholtze wurden übernommen und sind erhalten.
Die Disposition der Orgel lautet:
| Manual C–c3 |       |
| Principal   | 4′    |
| Gedackt     | 8′    |
| Salicional  | 8′    |
| Flöte       | 4′    |
| Nasard      | 2 ⁄3′ |
| Octave      | 2′    |
| Mixtur III  |       |

| Pedal C–c1 |     |
| Subbaß     | 16′ |
| Violonbaß  | 8′  |

Nebenregister
- Pedalkoppel
- Evacuant
- Calcantenglocke